# C. I. 스코필드

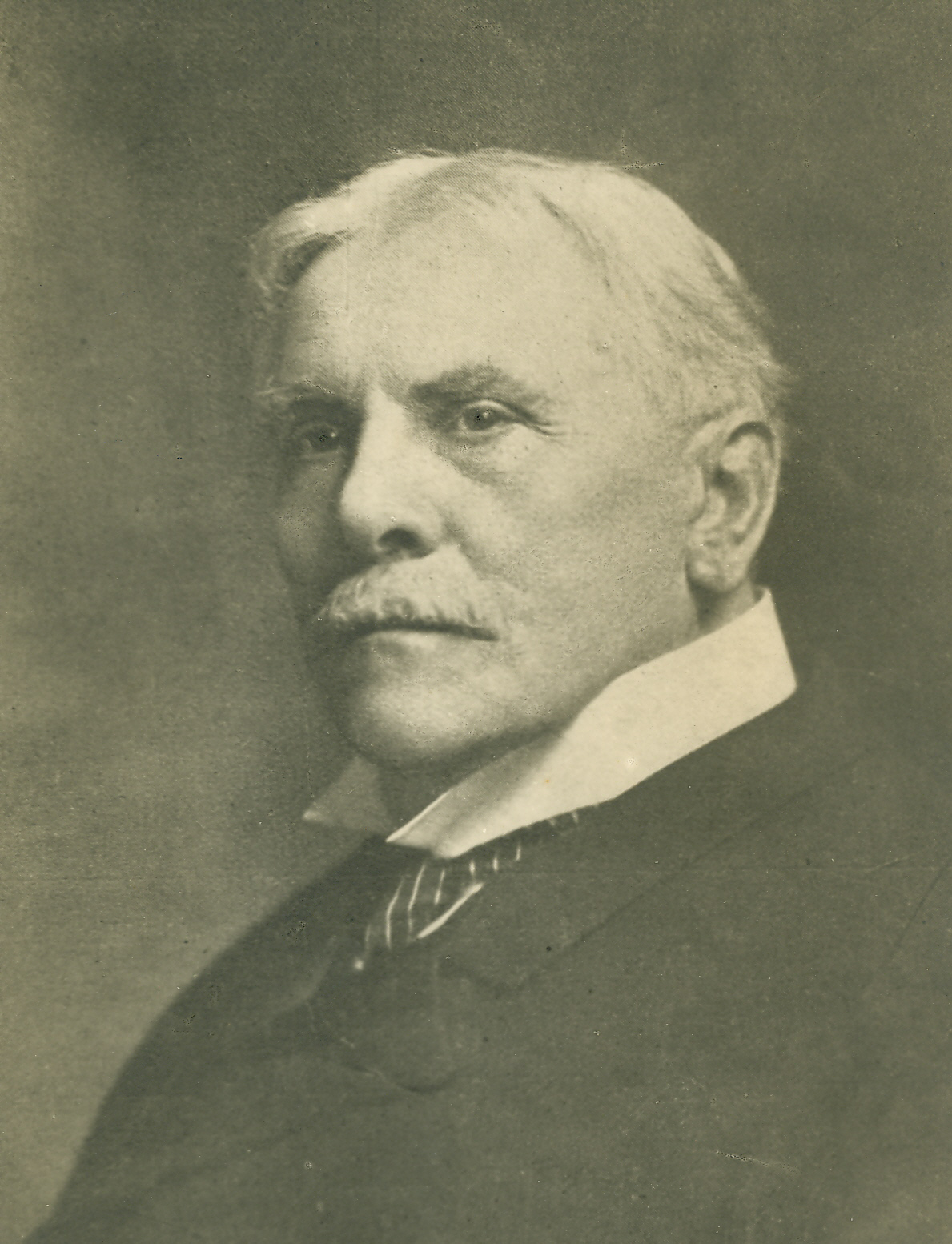
C.I. 스코필드, 1920년 추정

사이러스 인거선 스코필드(Cyrus Ingerson Scofield, 1843년 8월 19일 ~ 1921년 7월 24일)는 미국의 신학자, 목회자, 그리고  근본주의 기독교인들 가운데서 종말론과 세대주의를 대중화시킨 그의 베스트 셀러 스코필드 관주성경의 저자이다.
창조설자였으며 간격 이론(파괴/회복 이론)을 주장했다.

## 주해
1. ↑  매우 오래 전에 물질과 생명이 창조되었고 오랜 기간동안 여러번의 대격변과 창조가 일어났다고 보는 이론. 창세기의 6일째 에덴동산이 회복되고 아담과 하와가 창조되었다고 보는 주장이다.